# Twarogi-Wypychy
Twarogi-Wypychy [tfaˈrɔɡi vɨˈpɨxɨ] est un village polonais de la gmina de Perlejewo dans le powiat de Siemiatycze et dans la voïvodie de Podlachie. 